# Михайлівка (Олевська міська громада)
Миха́йлівка —  село в Україні, в Коростенському районі Житомирської області. Входить до складу Олевської міської громади. Населення становить 240 осіб.

## Географія
На південно-східній околиці села бере початок річка Горна.

## Населення
Згідно з переписом УРСР 1989 року чисельність наявного населення села становила 253 особи, з яких 123 чоловіки та 130 жінок.
За переписом населення України 2001 року в селі мешкала 241 особа.

### Мова
Розподіл населення за рідною мовою за даними перепису 2001 року:
| Мова       | Відсоток |
| ---------- | -------- |
| українська | 98,75 %  |
| російська  | 1,25 %   |